# Toyohashi
Toyohashi-shi (Japans: 豊橋市) is een stad in de Japanse prefectuur Aichi. Begin 2008 had de stad een geschatte bevolking van 380 000.- inwoners en een bevolkingsdichtheid van 1 440.- inwoners per km². De totale oppervlakte van deze stad is 262 km².

## Geschiedenis
Op 1 augustus 1906 werd Toyohashi een stad (shi) na twee weken eerder, op 15 juli, te zijn samengevoegd met de dorpen Toyooka-mura en Kitada-mura.
Op 1 september 1932 werd Toyohashi uitgebreid met de gemeente Shimoji-chō en nog vier dorpen.
Een luchtaanval op 19 en 20 juni 1945 bracht zware schade toe aan de stad.
In 1955 werden nogmaals diverse omliggende dorpen bij de stad gevoegd.
Op 1 april 1999 werd Toyohashi een kernstad.

## Economie
Naast de bouw van machines kent Toyohashi kunststof-, hout-, metaal- en textielindustrie met bedrijven zoals Mitsubishi Rayon, Nitto Denko, Unitika en Asmo.
In de landbouw heeft Toyohashi zich gespecialiseerd in de productie van groenten. Daarnaast zijn er fokkerijen van kwartelachtigen.

## Bezienswaardigheden

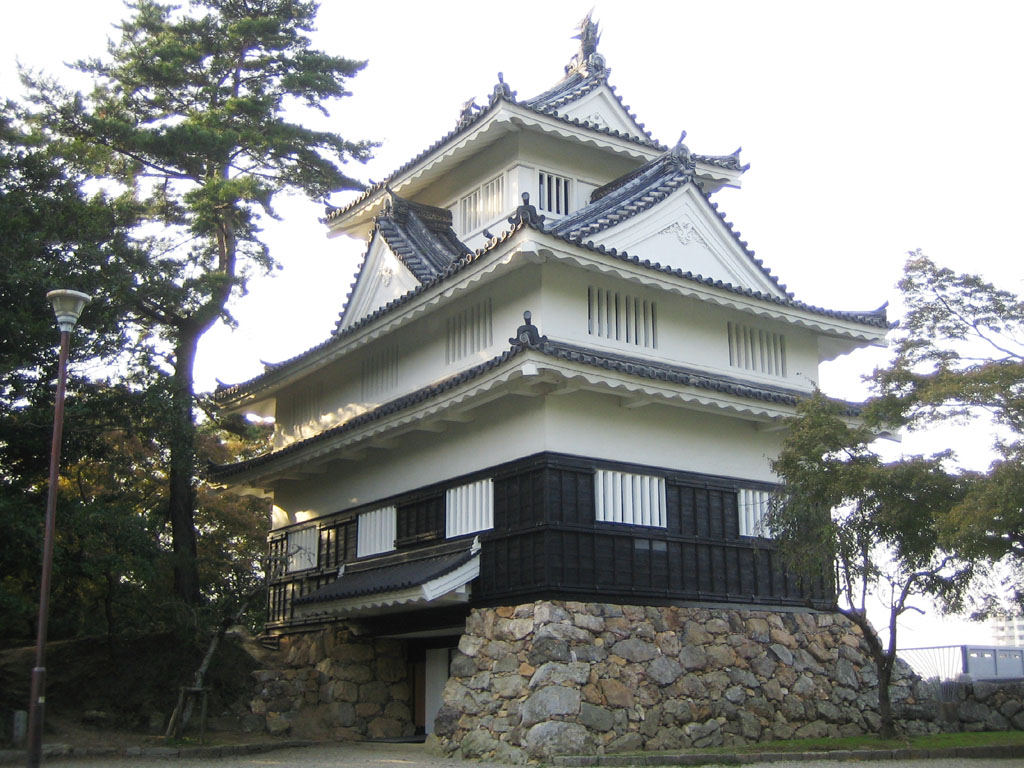
Burcht Yoshida

- Het kasteel Yoshida-jō, gebouwd in 1505, toren gerestaureerd in 1954
- Urigo ruïnes uit de periode 300 v.C-300 n.C.
- Toyohashi Itimi techniekmuseum
- Imou moeras
- Mikawa kustbos
- Kamo iristuin
- Mukaiyama pruimentuin

## Verkeer

### Haven
Toyohashi heeft een haven aan de Baai van Mikawa. De haven verzorgt circa 50% van de Japanse import en export van auto's.

### Trein
Toyohashi is een belangrijk spoorwegknooppunt. Station Toyohashi ligt aan de Tokaido Shinkansen en aan de Tokaido-lijn. De Hikari Shinkansen stopt elke 2 uur in Toyohashi, de Kodama elk uur. Station Toyohashi ligt verder aan de:
- Iida-lijn
- Nagoya-lijn van Meitetsu
- Atsumi-lijn
- Azumada-lijn

### Weg

#### Autosnelweg
Toyohashi ligt aan de Tomei-autosnelweg

#### Autoweg
Toyohashi ligt aan de volgende autowegen :
- Autoweg 1 (richting Shizuoka en Nagoya)
- Autoweg 23
- Autoweg 42 (richting Hamamatsu  en  Wakayama)
- Autoweg 151
- Autoweg 259
- Autoweg 362

### Bus
De meeste buslijnen worden uitgebaat door Toyohashi Railroad (Toyohashi Tetsudō).

## Stedenbanden
Toyoha-shi heeft een stedenband met
- Nantong, China, sinds 26 mei 1987
- Toledo (Ohio), Verenigde Staten, sinds 29 april 2000

## Aangrenzende steden
- Hamamatsu
- Kosai
- Shinshiro
- Tahara
- Toyokawa

## Geboren in Toyohashi
- Kyūsaku Ogino (Ogino Kyūsaku), gynaecoloog
- Yasushi Inoue (Inoue Yasushi), auteur
- Masaji Kiyokawa (Kiyokawa Masaji), zwemmer, medaillewinnaar op de Olympische Spelen van 1932 en 1936
- Masatoshi Koshiba (Koshiba Masatoshi), natuurkundige en Nobelprijswinnaar (2002) (1926-2020)
- Katsuhito Asano (Asano Katsuhito, politicus van de LDP
- Ken Matsudaira (Matsudaira Ken), pseudoniem van acteur Sueshichi Suzuki (Suzuki Sueshichi)
- Kitarō (Kitarō), pseudoniem van synthesizerspeler en componist Masanori Takahashi (Takahashi Masanori)
- Kōji Matsushita (Matsushita Kōji), tafeltennisspeler
- Yoshio Sawai (Sawai Yoshio), mangaka
- Sakon Yamamoto (Yamamoto Sakon), Formule 1 autocoureur
- Akiko Suzuki (Suzuki Akiko), kunstschaatsster

## Trivia
In de wereld van Harry Potter is Toyohashi de thuisbasis van het professionele zwerkbalteam Toyohashi Tengu.